# Tiril Eckhoff
Tiril Eckhoff (n. 21 mai 1990, Comuna Bærum, Akershus, Norvegia) este o biatlonistă norvegiană, medaliată olimpică. A participat la 3 ediții ale Jocurilor Olimpice (2014, 2018, 2022) în care a câștigat două medalii de aur, 3 medalii de argint și 3 medalii de bronz.